# 電波星
電波星（Radio star）是指能夠產生大量各種電波頻率（無論是恆定頻率或脈衝頻率）的恆星天體。恆星的電波輻射可以透過多種方式產生。

## 機制
脈衝星是一種中子星，也是電波星 。顧名思義，自轉驅動的脈衝星是自轉速度減慢而產生的。自轉會形成磁場，從而產生電波輻射。並非所有自轉驅動的脈衝星都會在射頻頻譜中產生脈衝。其中一些，例如毫秒脈衝星，會產生X射線。除了電波脈衝星和X射線脈衝星外，還有伽瑪射線脈衝星，它們大多是磁星。有些電波脈衝星也是光學脈衝星。
除了脈衝星之外，另一種類型的中子星也以電波輻射為特徵：自轉型暫現射電源（RRAT），無線電發射是不穩定的。